# 联邦存款保险公司
联邦存款保险公司（英語：Federal Deposit Insurance Corporation，縮寫：FDIC），是一个在大萧条时期由美国联邦政府创办、为商业银行储蓄客户提供存款保险的公司。目前为每一银行每一存款人普通账户最高保险额一般為25万美元，个人退休账户（Individual Retirement Account，簡稱IRA）最高保险额为25万美元。
FDIC不受公共资金支持；成员银行的保险费是其主要资金来源。当会费和银行清算收益不足时，它可以向联邦政府借款，或通过联邦融资银行发行债务。
截至2019年，FDIC在5,256家机构提供了存款保险。FDIC还审查和监督某些金融机构的安全性和稳健性，履行某些消费者保护职能，并管理破产银行的破产管理。